# مستشفى ابن سينا (فرنسا)
مستشفى ابن سينا (بالفرنسية: Hôpital Avicienne)‏ هو مستشفى يقع في بوبيني، سين سان دوني شمال باريس. اُفتتح في عام 1935 كمستشفى فرنسي-إسلامي (بالفرنسية: Hôpital franco-musulman de Paris)‏، وقد بُني خصيصاً لتلبية احتياجات المهاجرين من شمال أفريقيا الذين تدفقوا على منطقة باريس. أُعيد تسمية المستشفى في عام 1978 بمستشفى ابن سينا، في ذكرى الطبيب الفارسي ابن سينا، وهو الآن مستشفى جامعي يخدم السكان المحليين.